# マッテオ・ガローネ
マッテオ・ガローネ（Matteo Garrone, 1968年10月15日 - ）は、イタリアの映画監督、映画プロデューサー、脚本家である。

## 来歴
1996年に長編映画の監督としてデビューする。2008年には監督作『ゴモラ』で第61回カンヌ国際映画祭でグランプリを受賞し、ヨーロッパ映画賞では作品賞をはじめとする5冠も獲得。英国アカデミー賞でも外国語作品賞にノミネートされた。
2012年には『リアリティー』が第65回カンヌ国際映画祭コンペティション部門で上映され、2度目となるグランプリ受賞を果たした。
2023年の『僕はキャプテン』では、第80回ヴェネツィア国際映画祭で監督賞に相当する銀獅子賞を受賞し、第97回アカデミー賞でも国際長編映画賞にノミネートされた。

## フィルモグラフィ

### 短編映画
- Silhouette (1996年) - 監督・脚本・製作
- Bienvenido espirito santo (1997年) - 監督
- Un caso di forza maggiore (1997年) - 監督
- Oreste Pipolo, fotografo di matrimoni (1998年) - 監督

### 長編映画
- Terra di mezzo (1996年) - 監督・脚本・製作
- Ospiti (1998年) - 監督・脚本・原案・製作
- Estate romana (2000年) - 監督・脚本・製作
- 剥製師 L'imbalsamatore (2002年) - 監督・脚本・原案
- Primo amore (2003年) - 監督・脚本
- ゴモラ Gomorra (2008年) - 監督・脚本、第61回カンヌ国際映画祭グランプリ
- 8月のランチ Pranzo di ferragosto (2008年) - 製作
- リアリティー Reality (2012年) - 監督・脚本・原案・製作、第65回カンヌ国際映画祭グランプリ
- 五日物語 -3つの王国と3人の女- Il racconto dei racconti (2015年) - 監督・脚本・製作
- ドッグマン Dogman (2018年) - 監督・脚本・原案・製作
- ほんとうのピノッキオ Pinocchio (2019年) - 監督・脚本・製作
- 僕はキャプテン Io capitano (2023年) - 監督・脚本・製作